# Calf of Flotta
El Calf of Flotta es una isla localizada en el grupo de las Órcadas, en Escocia. Más concretamente, la isla se encuentra ubicada frente a la costa de Flotta. La isla se encuentra deshabitada.
"Calf" es un nombre que se le da usualmente a una isla pequeña dispuesta paralelamente a otra más grande (por ejemplo, Calf of Man).
- Datos: Q1749964
- Multimedia: Calf of Flotta / Q1749964